# Mistrzostwa Świata w Piłce Nożnej 2014 (eliminacje strefy AFC)/Grupa A

## Grupa
| Lp. | Drużyna          | M | Mecze | Mecze | Mecze | Bramki | Bramki | Bramki | Pkt |
| Lp. | Drużyna          | M | W     | R     | P     | +      | −      | +/−    | Pkt |
| --- | ---------------- | - | ----- | ----- | ----- | ------ | ------ | ------ | --- |
| 1.  | Iran             | 8 | 5     | 1     | 2     | 8      | 2      | +6     | 16  |
| 2.  | Korea Południowa | 8 | 4     | 2     | 2     | 13     | 7      | +6     | 14  |
| 3.  | Uzbekistan       | 8 | 4     | 2     | 2     | 11     | 6      | +5     | 14  |
| 4.  | Katar            | 8 | 2     | 1     | 5     | 5      | 13     | −8     | 7   |
| 5.  | Liban            | 8 | 1     | 2     | 5     | 3      | 12     | −9     | 5   |

## Mecze
| 3 czerwca 2012 | Uzbekistan | 0:1(0:0) | Iran · 90+4' Chalatbari | Stadion JAR, Taszkent Widzów: 9 tys. Sędzia: Yūichi Nishimura |
|                |            |          |                         |                                                               |

| 3 czerwca 2012 | Liban | 0:1(0:0) | Katar · 64' Soria | Sports City Stadium, Bejrut Widzów: 40 tys. Sędzia: Nawaf Szukr Allah |
|                |       |          |                   |                                                                       |

| 8 czerwca 2012 | Liban · Al Saadi 34' | 1:1(1:1) | Uzbekistan · 12' Hasanov | Sports City Stadium, Bejrut Widzów: 35 tys. Sędzia: Abdullah Al Hilali |
|                |                      |          |                          |                                                                        |

| 8 czerwca 2012 | Katar · Ahmad Ali 22' | 1:4(1:1) | Korea Południowa · 26' 80' Lee Keun-ho · 55' Kwak Tae-hwi · 64' Kim Shin-wook | Jassim Bin Hamad Stadium, Doha Widzów: 10,7 tys. Sędzia: Ali Al-Badawi |
|                |                       |          |                                                                               |                                                                        |

| 12 czerwca 2012 | Korea Południowa · Kim Bo-kyung 30' 48' · Koo Ja-cheol 90' | 3:0(1:0) | Liban | Goyang Stadium, Goyang Widzów: 36,8 tys. Sędzia: Masaaki Toma |
|                 |                                                            |          |       |                                                               |

| 12 czerwca 2012 | Iran | 0:0(0:0) | Katar | Stadion Azadi, Teheran Widzów: 100 tys. Sędzia: Peter Green |
|                 |      |          |       |                                                             |

| 11 września 2012 | Uzbekistan · Ki Sung-yong 13' (sam.) · Tursunov 59' | 2:2(1:1) | Korea Południowa · 44' (sam.) Filiposyan · 57' Lee Dong-gook | Stadion Centralny Paxtakor, Taszkent Widzów: 33 tys. Sędzia: Benjamin Williams |
|                  |                                                     |          |                                                              |                                                                                |

| 11 września 2012 | Liban · Antar 28' | 1:0(1:0) | Iran | Sports City Stadium, Bejrut Widzów: 14 tys. Sędzia: Tan Hai |
|                  |                   |          |      |                                                             |

| 16 października 2012 | Iran · Nekonam 76' | 1:0(0:0) | Korea Południowa | Stadion Azadi, Teheran Widzów: 100 tys. Sędzia: Abdul Malik |
|                      |                    |          |                  |                                                             |

| 16 października 2012 | Katar | 0:1(0:1) | Uzbekistan · 13' Tursunov | Jassim Bin Hamad Stadium, Doha Widzów: 11,2 tys. Sędzia: Tan Hai |
|                      |       |          |                           |                                                                  |

| 14 listopada 2012 | Iran | 0:1(0:0) | Uzbekistan · 72' Baqoyev | Stadion Azadi, Teheran Widzów: 43,7 tys. Sędzia: Ali Al-Badwawi |
|                   |      |          |                          |                                                                 |

| 14 listopada 2012 | Katar · Quintana 75' | 1:0(0:0) | Liban | Jassim Bin Hamad Stadium, Doha Widzów: 12,9 tys. Sędzia: Khalil Al Ghamdi |
|                   |                      |          |       |                                                                           |

| 26 marca 2013 | Korea Południowa · Lee Keun-ho 60' · Son Heung-min 90+6' | 2:1(0:0) | Katar · 63' Ibrahim | Seul World Cup Stadium, Seul Widzów: 37,2 tys. Sędzia: Yūichi Nishimura |
|               |                                                          |          |                     |                                                                         |

| 26 marca 2013 | Uzbekistan · Jeparov 63' | 1:0(0:0) | Liban | Stadion Bunyodkor, Taszkent Widzów: 31,2 tys. Sędzia: Abdul Bashir |
|               |                          |          |       |                                                                    |

| 4 czerwca 2013 | Katar | 0:1(0:0) | Iran · 66' Ghuczanneżad | Jassim Bin Hamad Stadium, Doha Widzów: 11,9 tys. Sędzia: Abdul Bashir |
|                |       |          |                         |                                                                       |

| 4 czerwca 2013 | Liban · Maatouk 18' | 1:1(1:0) | Korea Południowa · 90+7' Kim Chi-woo | Sports City Stadium, Bejrut Widzów: 8,4 tys. Sędzia: Benjamin Williams |
|                |                     |          |                                      |                                                                        |

| 11 czerwca 2013 | Korea Południowa · Shorakhmedov 42' (sam.) | 1:0(1:0) | Uzbekistan | Seul World Cup Stadium, Seul Widzów: 50,7 tys. Sędzia: Minoru Tōjō |
|                 |                                            |          |            |                                                                    |

| 11 czerwca 2013 | Iran · Chalatbari 39' · Nekonam 45+1', 86' · Ghuczanneżad 46' | 4:0(2:0) | Liban | Stadion Azadi, Teheran Widzów: 91,3 tys. Sędzia: Masaaki Toma |
|                 |                                                               |          |       |                                                               |

| 18 czerwca 2013 | Korea Południowa | 0:1(0:0) | Iran · 60' Ghuczanneżad | Munsu Cup Stadium, Ulsan Widzów: 42,3 tys. Sędzia: Tan Hai |
|                 |                  |          |                         |                                                            |

| 18 czerwca 2013 | Uzbekistan · Nasimov 60', 74' · Zoteev 72' · Ahmedov 87' · Bakaev 90+1' | 5:1(0:1) | Katar · 37' Ilyas | Stadion Bunyodkor, Taszkent Widzów: 34 tys. Sędzia: Peter Green |
|                 |                                                                         |          |                   |                                                                 |